# Bahnhof Basel SNCF

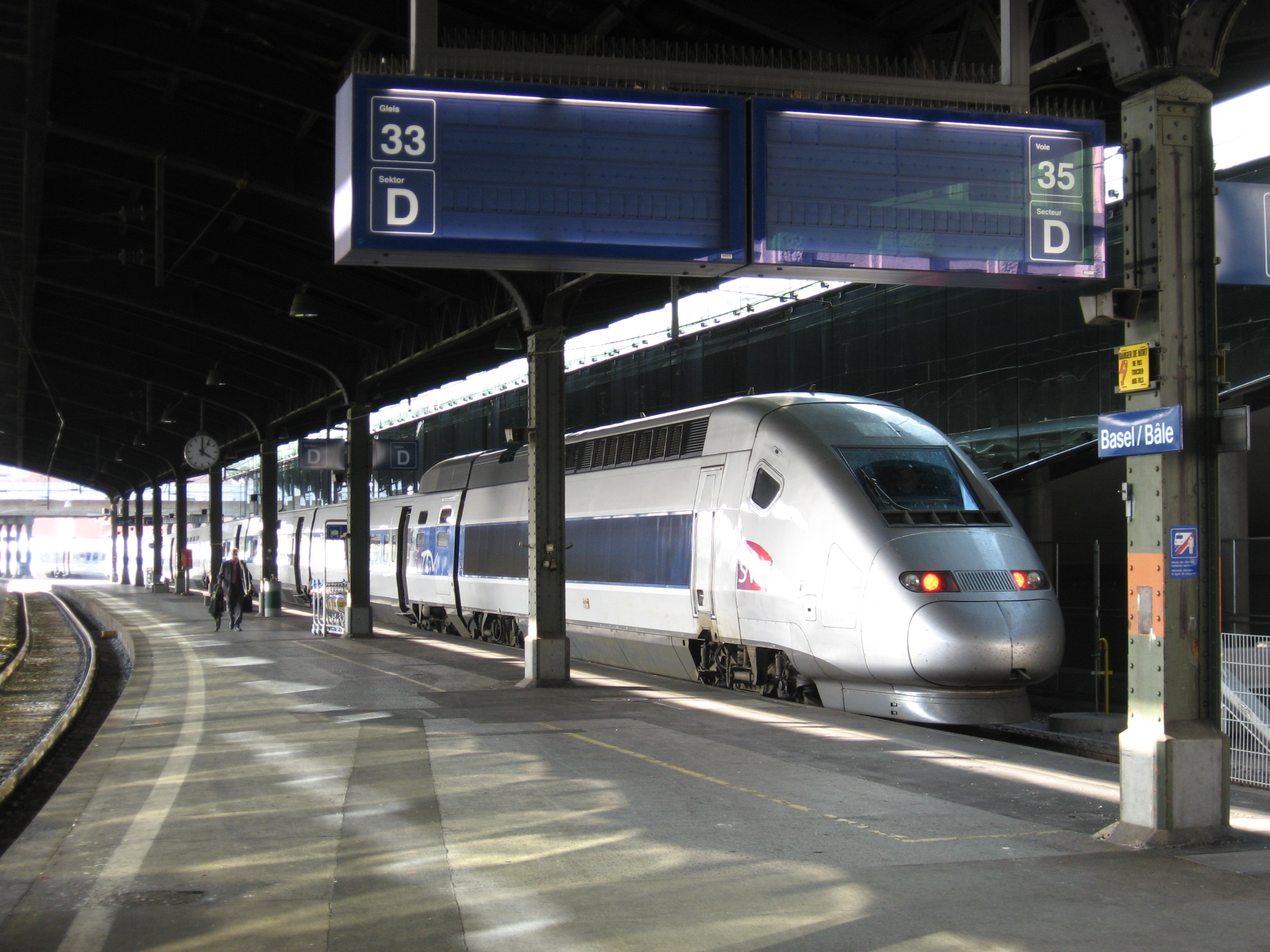
Ein TGV in Basel SNCF (Gleis 35)

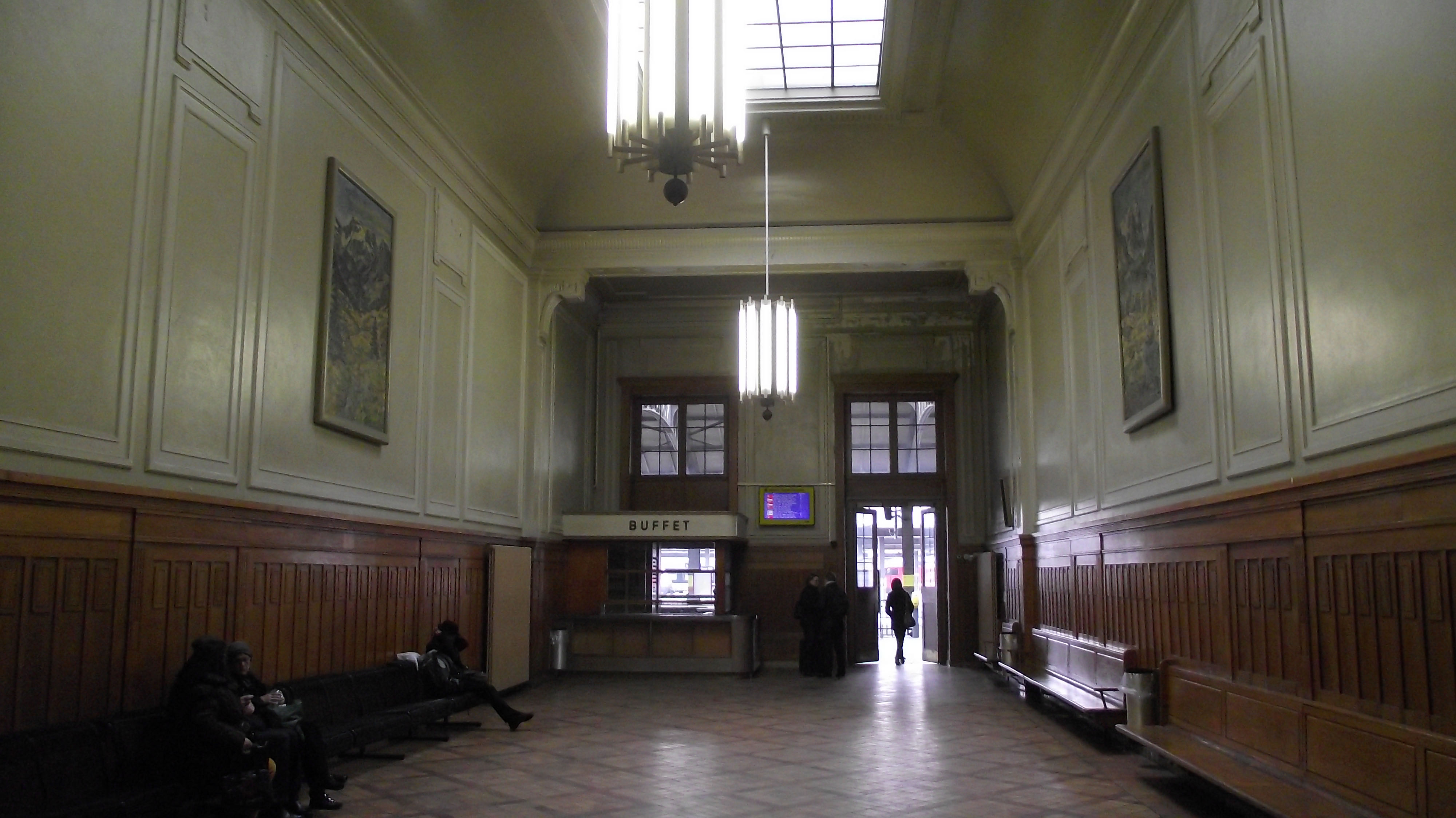
Wartesaal im französischen Teil vor dem Umbau (2013)

Der Bahnhof Basel SNCF (auch Bâle SNCF, Französischer Bahnhof, seltener Elsässerbahnhof) ist einer der sechs Bahnhöfe auf dem Stadtgebiet von Basel.
Der Bahnhof ist räumlich mit dem Bahnhof Basel SBB verbunden, besitzt aber eine eigene Bahnsteighalle mit eigenen Gleisen und ist durch eine Zollschranke vom Bahnhof SBB getrennt. Die Gleise sind von 30 bis 35 nummeriert, wobei es ein Gleis 34 nicht gibt.

## Geschichte
Am 6. März 1838 wurde mit dem Bau einer Eisenbahn von Straßburg nach Basel begonnen, des Chemin de fer de Strasbourg à Bâle (StB). Sofort studierte eine von der Basler Regierung eingesetzte Eisenbahnkommission eine eventuelle Fortsetzung der Bahn in die Stadt, und im Mai 1840 wurde der Regierung ein entsprechendes Konzessionsbegehren gestellt. Am 25. Oktober 1840 erfolgte die Eröffnung der Bahnstrecke Strassburg–Saint-Louis, und die Elsässerbahn erreichte schon fast die Schweizer Grenze.
In der Basler Regierung entbrannten heftige Debatten über die Frage, ob der Bahnhof innerhalb oder ausserhalb der Stadtbefestigung liegen sollte. Am 22. Januar 1841 entschloss sich dann der Grosse Rat von Basel, den Bahnhof intra muros (innerhalb der Mauern) zu bauen. Politische, religiöse und städtebauliche Argumente für und gegen eine solche Anlage waren in die Diskussionen geworfen worden, da Basel zu diesem Zeitpunkt noch eine befestigte Stadt war und es sich bei der Bahn StB um ein französisches Unternehmen handelte. Es folgten verschiedene Vorschläge für die Einführung der Bahn in die Stadt. Man entschloss sich, die Stadtmauer an der Schanzenstrasse abzubrechen und mit einem Neubau das Schällemätteli einzubeziehen, auf dessen Gelände der Bahnhof stehen sollte.
Am 12. Juni 1843 erhielt die Bahngesellschaft auf Grund des ausgearbeiteten Pflichtenheftes, das alle rechtlichen, finanziellen und baulichen Bestimmungen für den Bau der Bahnanlagen festlegte, die definitive Konzession. Nach § 3 hatte die Bahngesellschaft u. a. die Bahnlinie und Anlage zu bauen, inklusive einer Brücke über den neuen Stadtgraben und eines Tores mit einem eisernen Fallgatter in der Stadtmauer. § 9 legte zudem fest, dass die Behörden den erforderlichen Boden für den Stationsplatz unentgeltlich zur Verfügung stellten. Ein Jahr später, 1844, befand sich die Elsässerbahn vor der Stadtmauer in einem provisorischen Bahnhof, und 1845 hatte Basel als erste Schweizer Stadt Anschluss an das Verkehrsmittel Eisenbahn.

### Entwicklung des Streckennetzes ab Basel von 1844 bis 1858
Der erste Zug aus Frankreich fuhr am 15. Juni 1844 in Basel ein. Am 11. Juli 1846 konnte man erstmals von Basel mit der Eisenbahn bis nach Strassburg fahren. Am 12. Februar 1852 verband die Eisenbahn Basel mit Paris via Strassburg. Die Reise von Basel bis Strassburg dauerte 1850 rund 4h und wurde in diese Richtung 3× täglich angeboten. Eine Weiterreise von Strassburg nach Paris hätte bei gleichem Tempo über 14h gedauert. Erst ab 1854 verkehrten in Basel Züge von einem provisorisch in Betrieb genommen dritten Bahnhof, der nahe des heutigen Basel SBB lag. Diese Züge verkehrten zwischen Basel und Baselland, bis am 1. Mai 1858 die Strecke Basel – Olten eröffnet wurde. Fahrgäste und Touristen hätten dadurch bereits 1858 von Luzern nach Paris oder von Paris nach Luzern reisen können. In Basel mussten Reisende jedoch gleich wie in Strassburg von dem einem Bahnhof zum Bahnhof der jeweils anderen Eisenbahngesellschaft wechseln.

### Provisorischer Bahnhof von 1844/1845

Bahnhof Basel am 15. Juni 1844

Da sich der Bau an der Bahnhofanlage und am neuen Teil der Stadtbefestigung verzögerte, schlug am 12. März 1844 der Ingenieur der StB vor, ein provisorisches Stationsgebäude vor der Stadtbefestigung zu erstellen. Möglicherweise handelte es sich bei diesem Provisorium um das alte provisorische Stationsgebäude von Mülhausen von 1840. Am 15. Juni 1844 fuhr der erste Zug vor den Basler Stadtmauern in den Bahnhof ein. Am 1. April 1845, acht Monate vor der Inbetriebnahme des definitiven Bahnhofs, fiel das Provisorium einem Brand zum Opfer.

### Bahnhof 1845–1860
Im Sommer 1844 wurde mit den Bauarbeiten am Stationsgebäude auf dem Schällemätteli (wo sich heute das Kinderspital beider Basel befindet) begonnen, und im November war es bereits fertiggestellt. Da sich die Bauarbeiten bei der Stadtbefestigung und dem Eisenbahntor verzögerten, konnte der Bahnhof erst am 11. Dezember 1845 feierlich in Betrieb genommen und eingeweiht werden. Das Gebäude entsprach dem Stationsgebäude in Mülhausen von 1841 und wurde von Jean-Baptiste Schacre entworfen. Das lang gezogene Aufnahmegebäude befand sich seitlich der Gleisanlagen, besass einen zweistöckigen Mittelbau und links und rechts anschliessende, einstöckige Seitenflügel. Auf der Strassenseite hatte es ein durchlaufendes Vordach und auf der Gleisseite eine hölzerne Bahnhalle.

#### Eisenbahntor in der Stadtmauer
Eine Spezialität war das Eisenbahntor der Basler Stadtmauer in der speziell erweiterten Stadtfortifikation, durch welches die «französische» Bahn den «Schweizer» Bahnhof erreichte. Die Elsässerbahn musste auf Grund des Pflichtenheftes vom 9. Juni 1843 die Brücke über den Stadtgraben und ein gesichertes Tor bauen. Der Basler Architekt Melchior Berri entwarf am 21. Februar 1844 zwei Projekte: Ein Tor war ein rechteckiges Monumentaltor mit Wehrgang und halbbogenförmiger Durchfahrt, das andere sah leichter aus und besass einen Staffelgiebel, welcher von der Stadtseite her ebenfalls mittels Treppen begehbar war. Berri hielt am zweiten Vorschlag mit dem Staffelgiebel fest, und man begann mit den Bauarbeiten. Die Steine lieferte Steinmetz Friedrich aus Basel, das Fallgitter das Eisenwerk Stehelin aus Niederschönthal. Im Dezember 1845 war das Tor aus rotem Sandstein erstellt, und die Bahn konnte endlich am 11. Dezember in die Stadt Basel einfahren.
Nach § 22 des Pflichtenheftes musste die Bahngesellschaft das Tor durch eine Schildwache bewachen lassen, welche das Gitter vor Ankunft des ersten Zuges öffnete und am Abend nach Abfahrt des letzten Zuges wieder schloss. § 26 gab zudem den Basler Behörden das Recht, bei Krieg, Aufstand oder Seuchengefahr die Bahnlinie zu unterbrechen.

### Bahnhof 1860–1902
1858 entschied die Schweizerische Centralbahn, ihren provisorischen Bahnhof an der Langen Gasse vor die Elisabethenschanze zu verlegen und dort einen neuen Bahnhof zu bauen. Zugleich wollte man die Französische Ostbahn mit diesem Bahnhof verbinden.
Zum Zweck der Zusammenführung musste die französische Linie ab dem heutigen Bahnhof Basel St. Johann bis zum neuen Standort des Bahnhofs verlängert werden. Die Linie folgte den heutigen Strassenzügen Kannenfeldstrasse/Steinenring und überwand kurz vor dem Bahnhof den Einschnitt des Birsig mit einem Viadukt.
Anfang 1859 begannen die Bauarbeiten am Bahnhof, welcher nebst dem Personenbahnhof den gegen das Gundeldingerquartier versetzten Güterbahnhof mit Güterschuppen, zwei grosse Lagerhäuser mit Zufahrt von der Güterstrasse her und zwei Lokomotivremisen für die Schweizerische Centralbahn und die französische Ostbahn umfasste.
Am 4. Juni 1860 wurde der Gemeinschaftsbahnhof mit der Schweizerischen Centralbahn eröffnet. Er besass ein zentrales Aufnahmegebäude mit nördlicher Front gegen den neu geschaffenen Centralbahnplatz. Der Bahnhof hatte rechts und links Einsteigehallen mit je zwei Gleisen, nach Osten für die schweizerischen Züge und nach Westen für die französischen Züge.
Die Platzverhältnisse, vor allem im schweizerischen Bahnhofsteil, wurden mit dem steigenden Verkehr immer knapper, und der Zugsverkehr der Elsässerlinie führte zu immer längeren Barrierenschliessungen. Um die lästigen Bahnübergänge längs der Bahn zu eliminieren, beschloss der Bundesrat 1898/99, die Elsässerlinie in Tieflage zu verlegen und in einem weiten Bogen um die damalige Stadt zu führen, die Gleisanlage auf dem Bahnhofsgelände um 2,7 Meter abzusenken und einen neuen Gemeinschaftsbahnhof zu bauen.
Mitte 1902 konnte für den Neubau des Centralbahnhofs auf dem bereits abgesenkten, südlichen Geländeteil ein provisorischer Bahnhof eingerichtet und 1902/03 der alte Bahnhof abgebrochen werden.

### Provisorischer Bahnhof 1902–1907
Auf dem freigewordenen, abgesenkten Gebiet südlich des Bahnhofs wurde darauf der provisorische Bahnhof gebaut und am 2. Juni 1902 in Betrieb genommen. Die Erschliessung erfolgte ebenfalls von Süden, von der Güterstrasse her. Hierzu wurden nicht nur verschiedene Strassen verlängert, sondern auch zwei Strassenbahnlinien. Das Provisorium blieb bis zum 24. Juni 1907 in Betrieb, die provisorischen Anlagen und Zufahrten wurden daraufhin abgebaut und die beiden Tramlinien in der Güterstrasse durchgebunden. Etwa an der Stelle der Zufahrtsstrasse entstand die Bahnhofsunterführung ins Gundeldingerquartier.

### Bahnhof 1907
Der von E. Faesch und E. La Roche entworfene neue Bahnhof wurde am 24. Juni 1907 dem Betrieb übergeben, und der Elsässerbahnhof (offiziell damals: Basel Els.-Lothr. Bahn = Basel Elsaß-Lothringer Bahn) wurde dem markanten Aufnahmegebäude des Schweizer Bahnhofs auf der westlichen Seite angegliedert.
Äusserlich sticht der mit Uhren versehene Turm ins Auge. Der Bahnhof ist intern durch einen Gang mit dem Bahnhof SBB verbunden, besitzt aber auch einen eigenen Eingang und ist durch eine Zollschranke vom Bahnhof SBB getrennt. Nach dem Passieren der Grenzkontrolle befindet sich der Reisende auf französischem Zollgebiet und gelangt durch die Wartehalle auf die drei Bahnsteige mit den fünf Gleisen, welche durch eine Bahnsteighalle überspannt sind.
Seit Juli 1957 ist der Bahnhof elektrifiziert. Die Oberleitungen der Gleise führen die französische Fahrleitungsspannung von 25'000 V 50 Hz. Das Gleis 30, welches durchgehend zum Gleis 4 des Schweizer Bahnhofs ist, kann zwischen der französischen Fahrleitungsspannung und der schweizerischen von 15'000 V 16,7 Hz umgeschaltet werden. Auf der südlichen Seite des Bahnhofs, jenseits von Abstellfeldern und Perrons des Bahnhofs SBB, befindet sich eine Doppelspurlinie in tieferer Lage, welche den Rangierbahnhof Basel-Muttenz mit der französischen Stammlinie verbindet und hauptsächlich durchgehenden Güterzügen dient.
Der Bahnhof hatte früher eine eigene Schalterhalle für die Billettausgabe nach Frankreich. Diese wurde aber von der SNCF aufgegeben und auf Selbstbedienung an Automaten umgestellt. Eine Verpflegungsstätte wurde schon vor Jahren aufgegeben, und es steht kein Kiosk zur Verfügung.

## Gegenwart und Zukunft
Der Bahnhof SNCF verschmilzt immer mehr mit dem Bahnhof SBB, und die SNCF ist nicht mehr an einer Weiterführung eines eigenen Bahnhofs interessiert. Sie zieht sich allmählich aus dem Betrieb zurück, und die SBB übernehmen immer mehr Funktionen wie den Billettverkauf und die Zugabfertigung.

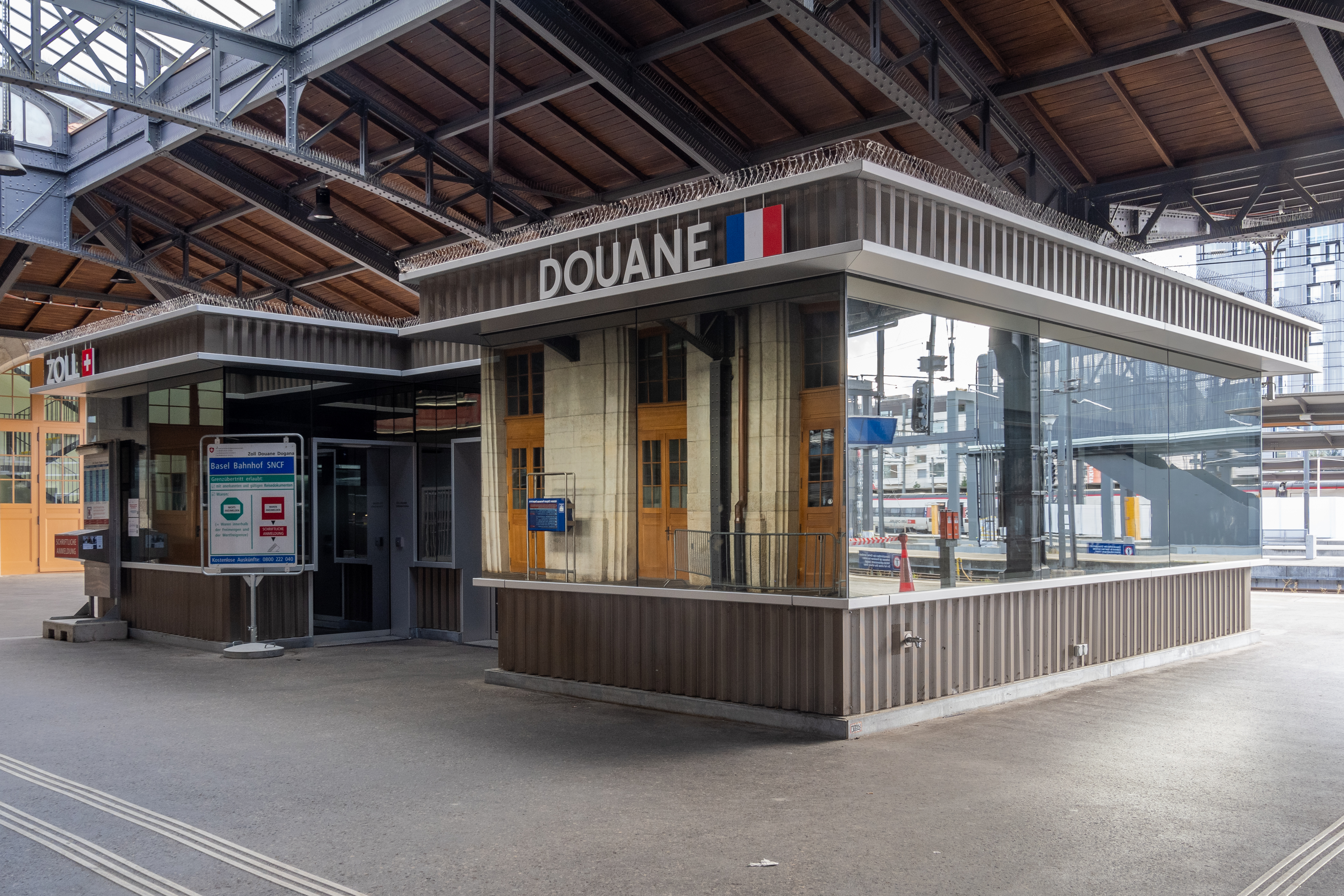
Zollanlagen im Bahnhof Basel SNCF

Zwischen 2017 und 2021 wurde der Westflügel des Bahnhofgebäudes für rund 100 Millionen Schweizer Franken renoviert und in Abstimmung mit dem Denkmalschutz in ein Erscheinungsbild zurückversetzt, das an den Originalzustand angelehnt ist. Neben modernisierten Laden- und Gastronomieflächen im Erdgeschoss wurde auf rund 1000 m² ein neues Untergeschoss für die Migros-Filiale gebaut. Der Bahnhof SNCF ist seit dem Umbau wieder direkt mit dem Bahnhof SBB durch die neu gestaltete Halle verbunden. Die reduzierten Zollanlagen befinden sich neu in der ebenfalls renovierten Perronhalle vor den Kopfgleisen 31 bis 35. Zwei Billettautomaten bieten dort das Billettsortiment für den Bereich des TER Fluo Grand Est an, aber keine Fernverkehrsbillette. Mit dem Umbau wurde das geschichtsträchtige Bahnhofbuffet vorerst geschlossen. Die SBB suchten lange nach einem neuen Mieter für das Lokal. Im Februar 2023 gaben sie bekannt, dass ein Edelrestaurant und ein Musikcafé einziehen werden. Wegen Denkmalschutzvorgaben verzögerte sich der Einzug der neuen Mieter.
Bis Ende 2025 soll eine überdachte, rund 10 Meter breite provisorische Passerelle auf der Höhe der ehemaligen Zollanlagen entstehen. Um Platz für die Auf- und Abgänge zu schaffen und den französischen Bahnhof zu erschliessen, werden die heute durchgehenden Gleise 4 und 5 beim westlichen Ende des Elsässerbahnhofs zu Kopfgleisen mit Prellböcken umfunktioniert werden.
Ende 2022 gaben die SBB bekannt, die Gleise des Bahnhofs Basel SBB von einer neuen 15 Meter breiten Fussgängerbrücke neben der Margarethenbrücke erschliessen zu wollen. Damit soll an dieser Stelle ein neuer Tramknoten entstehen und den Centralbahnplatz entlasten. Um dies zu ermöglichen, müssen die Bahnsteige 4 bis 12 nach Westen verlängert und die Gleisgeometrien angepasst werden. Aus diesem Grund soll der Bahnhof SNCF zurückgebaut und der französische Verkehr mit mehrstromfähigen Fahrzeugen in den Bahnhof SBB integriert werden. Baubeginn ist frühstens 2031, die Inbetriebnahme ist ab 2037 vorstellbar.
Die provisorische Passerelle soll auch danach vorerst weitergenutzt werden. Später soll sie durch eine weitere definitive Gleisquerung ersetzt werden. Deren Finanzierung ist im Ausbauschritt 2035 des Bundes vorgesehen, die genaue Planung soll aber in Abstimmung mit dem unterirdischen Bahnhof als Teil des Projekts «Herzstück» erfolgen. Genaueres ist noch nicht bekannt.

### Verbindungen

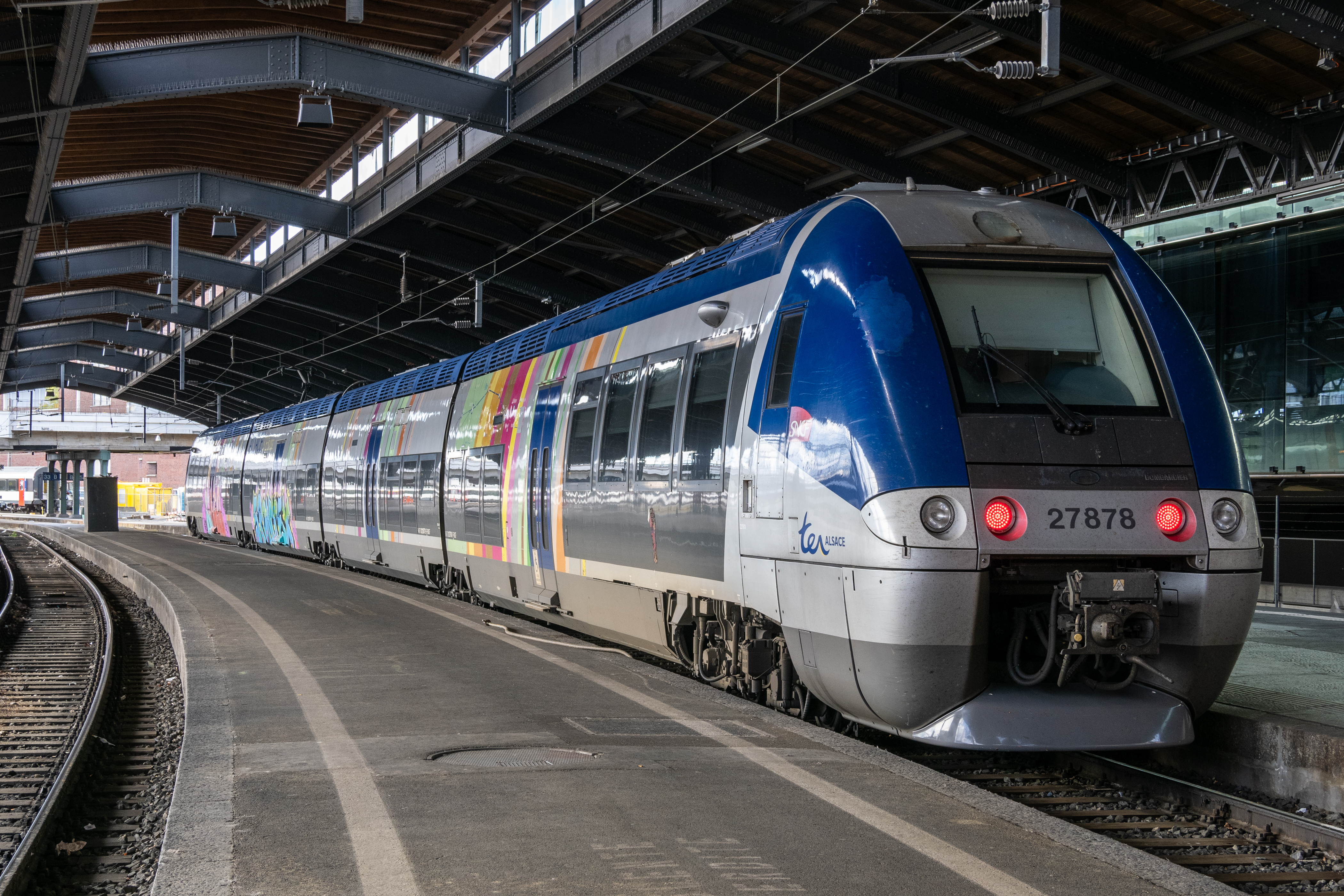
TER Alsace in Basel SNCF

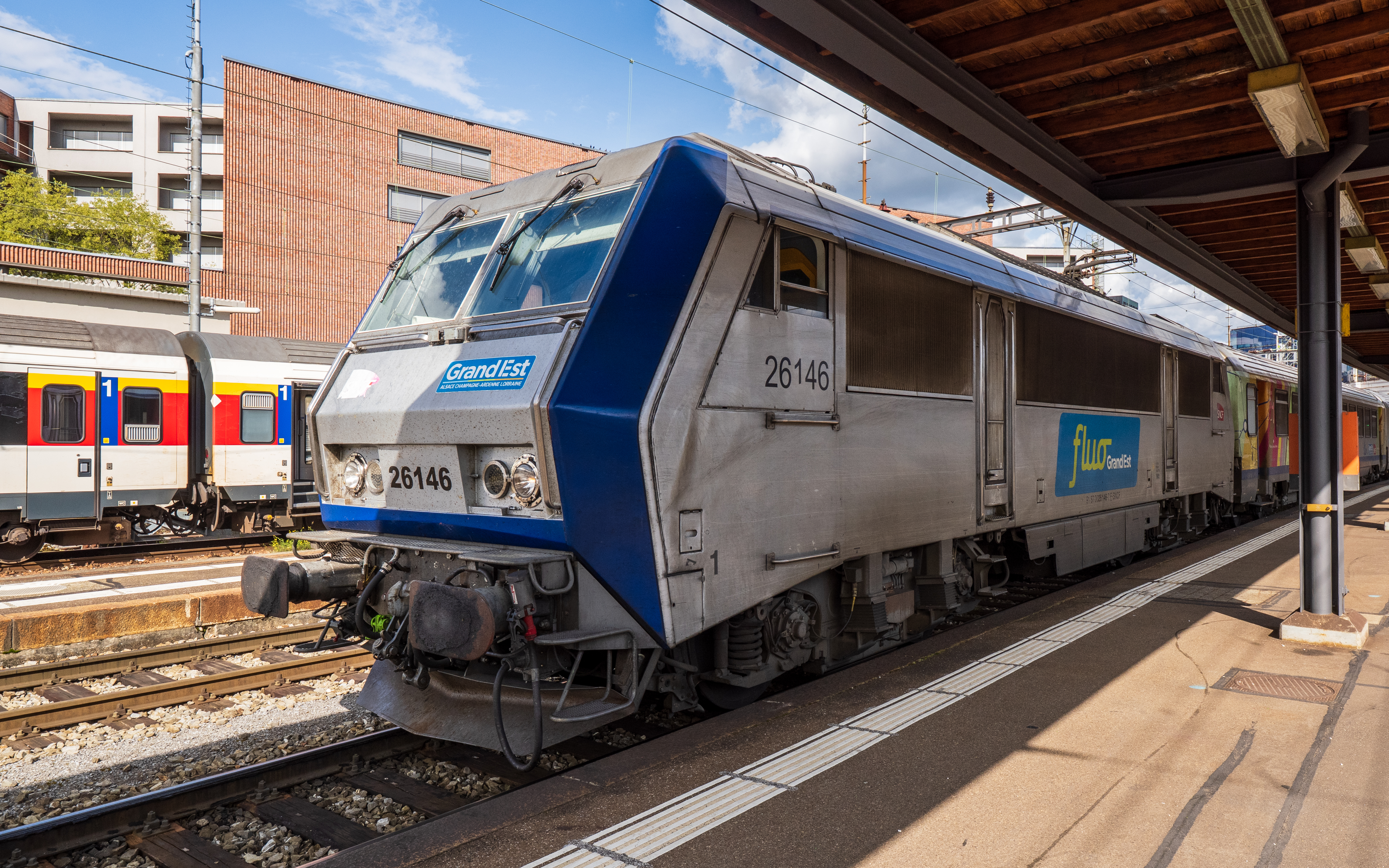
TER Fluo Grand Est in Basel SNCF

Von 1997 bis 2008 verkehrten Zweifrequenz-Pendelzüge der S-Bahn Basel von Frick nach Mülhausen durch den Schweizer Bahnhof. Seither enden Regionalzüge aus Frankreich wieder in Basel SNCF auf den Gleisen 30–35, hauptsächlich auf Gleis 33.
Bis 2018 wurde der Bahnhof auch von Fernverkehrszügen genutzt, namentlich einem täglichen TGV Basel – Marseille. Seit der Einstellung dieser Verbindung fahren alle TGV-Verbindungen ab Basel SBB.
Heute verbindet der TER200, ein aus Corail-Wagen bestehender beschleunigter TER, Basel SNCF mit Strassburg und andern grösseren Städten im Elsass. Es besteht ein täglicher Stundentakt, welcher in den Hauptverkehrszeiten teilweise zum Halbstundentakt verdichtet wird. Ergänzt wird der TER200 durch einen konventionellen TER, welcher alle Haltestellen zwischen Basel SNCF und Mulhouse bedient. Dieser verkehrt in einem annähernden Halbstundentakt mit einigen Taktlücken ausserhalb der Hauptverkehrszeiten. Beide Verbindungen werden von der SNCF betrieben und laufen unter der Marke TER Fluo Grand Est.
- Strassburg – Sélestat – Colmar – Mulhouse – Saint-Louis – Basel SNCF (TER-Linie A01)
- Mulhouse – Saint-Louis – Basel St. Johann – Basel SNCF  (TER-Linie A15)

Die Pläne zur Neuaufgleisung der trinationalen S-Bahn Basel betreffen auch die Verbindungen ab Basel nach Frankreich und entsprechend den Bahnhof Basel SNCF. Mit dem Ausbau des Bahnknotens Basel öffnen sich Möglichkeiten, um neue Verbindungen herzustellen. Dabei sollen keine S-Bahnen mehr im Bahnhof SBB und SNCF wenden, sondern durchgebunden werden. Der TER wird deshalb wohl aus dem französischen Bahnhof verschwinden. Wenn die SNCF nicht wieder innerfranzösische Fernverkehrszüge nach Basel bringen will, wird nur mehr der TER200 den Bahnhof nutzen.
Im Zielbild für die S-Bahn Basel 2040 sind folgende S-Bahn-Linien aufgeführt, die neu über den Bahnhof SBB nach Frankreich verkehren sollen:
- S Frick/Laufenburg – Stein-Säckingen – Rheinfelden – Pratteln – Basel SBB – Basel Mitte – Saint-Louis – EuroAirport
- S Liestal – Pratteln – Basel SBB – Basel Mitte – Saint-Louis – EuroAirport – Mulhouse
- S EuroAirport – Saint-Louis – Basel SBB – Basel Bad Bf – Weil am Rhein – Müllheim (Baden) – Freiburg (Breisgau) Hbf

- S EuroAirport – Saint-Louis – Basel SBB – Dornach-Arlesheim – Aesch